# Historia de Kuwait

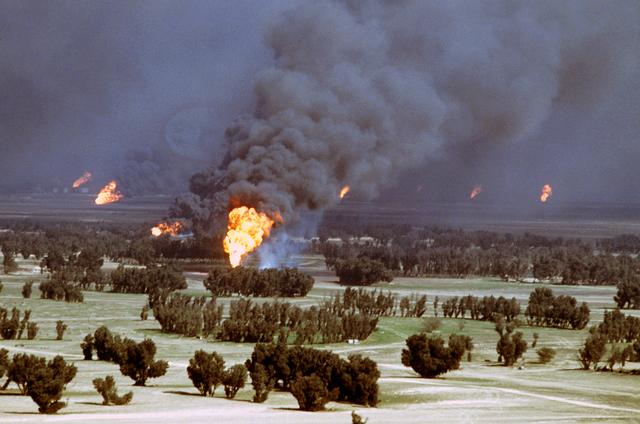
Pozos petrolíferos quemados por Irak durante la guerra del Golfo- 2 de marzo de 1991.

La historia de Kuwait moderno empezó en el siglo XVIII.
En 1756 se entregó el gobierno de Kuwait a la dinastía de as-Sabah, que desde 1716 habitaban el lugar, aunque permanecería bajo soberanía otomana. Cuando los otomanos trataron en el siglo XIX de fortalecer su soberanía, Kuwait buscó la protección del Imperio británico y se desligó del Otomano. 
El Acuerdo anglo-otomano de 1913 vieron los británicos y los otomanos acordaron en definir Kuwait como una kaza del Imperio otomano. Desde 1919 se produjeron muchas incursiones de los wahhabíes saudíes contra Kuwait. El británico militar Percy Cox impuso el Protocolo Uqair de 1922, entre Kuwait y los nechd de Abdelaziz bin Saud. Bin Saud ya rey de Arabia Saudita, en 1940 reconoció por primera vez a Kuwait. En 1939 el jeque Áhmad Al-Yáber Al-Sabah (1921–1950) empleó por primera vez el título de emir.
A partir de 1938 se descubrieron grandes pozos petrolíferos, y tras la Segunda Guerra Mundial pasó a ser uno de los mayores productores de petróleo del golfo Pérsico. Con los grandes beneficios obtenidos se financió la modernización del país y se estableció un estado de bienestar social. En 1960 se asoció junto a Irán, Irak, Arabia Saudí y Venezuela para formar la OPEP. En 1961, bajo el mando del jeque as-Salim as-Sabbah (1950–1965) Kuwait se independizó.
Aunque Irak reconoció su independencia en 1963, en los años siguientes Kuwait fue objeto de revindicaciones territoriales por su parte. En 1973 Irak se anexionó áreas fronterizas que los británicos habían entregado en 1915 a Kuwait. En 1981 Kuwait fue uno de los países fundadores del Consejo de Cooperación para los Estados Árabes del Golfo Pérsico. Durante la primera guerra del Golfo entre Irán e Irak (1980-1988), Kuwait asistió financieramente a Irak. Sin embargo, desde 1987 se intensificaron las tensiones entre los dos países.

## Invasión iraquí (agosto de 1990)
Tras la alianza con Irak durante la guerra irano-iraquí (1980-1988) (ampliamente debida al deseo de protección frente al islámico Irán), Kuwait fue invadido y anexionado por Irak (bajo el régimen de Saddam Hussein) en agosto de 1990. Las primeras justificaciones de Hussein incluyeron el argumento de que el territorio kuwaití era en realidad una provincia iraquí, y que esa anexión era la represalia a la “guerra económica” en la que Kuwait había combatido perforando hacia las reservas de petróleo iraquíes.
Al amanecer del 2 de agosto de 1990, las tropas iraquíes cruzaron la frontera de Kuwait con vehículos armados e infantería, ocupando puestos estratégicos en todo el país, incluyendo el Palacio del Emir. El ejército de Kuwait fue rápidamente aplastado, aunque lograron dar el tiempo necesario para que las fuerzas aéreas de aquel país lograsen huir a Arabia Saudita. La lucha más difícil se desarrolló en el Palacio del Emir, donde los miembros de la guardia real lucharon a favor de que la familia real tuviera tiempo de escapar. Un primo del Emir, quien comandaba la guardia, estuvo en el grupo de aquellos que murieron. Las tropas saquearon reservas alimenticias y médicas, detuvieron a miles de civiles y tomaron el control de los medios. Irak detuvo a miles de turistas occidentales como rehenes para después intentar usarlos como escudo para las negociaciones. Después de que un breve gobierno títere liderado por Alaa Hussein fuese instalado, Irak anexó Kuwait. Hussein instaló entonces un nuevo gobernador provincial, describiendo lo acaecido como la "liberación" del pueblo de las manos del Emir; 
esto fue usado principalmente como propaganda de guerra.
La monarquía fue depuesta tras la anexión y se nombró a un gobernador iraquí.
Aunque inicialmente ambiguo frente a la anexión de Kuwait por parte de Irak, el presidente norteamericano George H. W. Bush condenó definitivamente las acciones de Hussein y decidió expulsar a las fuerzas iraquíes. Autorizada por el Consejo de Seguridad de las Naciones Unidas, una coalición de 34 naciones dirigidas por Estados Unidos luchó en la guerra del Golfo Pérsico para reinstaurar el Emirato Kuwaití desde el 15 de enero al 27 de febrero del año 1991. Tras la victoria, se alteraron también las fronteras en beneficio de Kuwait.
Tras la guerra se produjo una reforma democrática. Desde el año 1996 los partidos islámicos y fundamentalistas obtienen la mayoría en el parlamento. En 2003 Kuwait fue el punto de partida de las tropas estadounidenses que invadieron Irak.